# Fleetwood Mac
Fleetwood Mac je americko-anglická rocková skupina, založená v Londýně roku 1967 kytaristou a zpěvákem Peterem Greenem. Green angažoval Micka Fleetwooda, Jeremyho Spencera a Boba Brunninga. Brunninga nahradil John McVie několik týdnů po jejich prvním veřejném vystoupení. Danny Kirwan se ke kapele připojil v roce 1968. Christine Perfect, která se podílela jako sezónní hudebník počínaje druhým albem kapely, se provdala za McVie a připojila se k Fleetwood Mac jako oficiální člen v červenci 1970, dva měsíce poté, co Green opustil kapelu a stala se známou jako Christine McVie.
Fleetwood Mac, především britská bluesová kapela ve svých raných letech, dosáhla v roce 1968 v žebříčku britských singlů čísla jedna s instrumentální skladbou „Albatross“ a dalších hitů v první desítce včetně „Man of the World“, „Oh Well“ (oba 1969), a "The Green Manalishi (With the Two Prong Crown)" (1970). Po Greenově odchodu odešli v roce 1971 a 1972 také Spencer a Kirwan. Spencera nahradil Bob Welch a Kirwana Bob Weston a Dave Walker. Do konce roku 1974 byli Weston a Walker propuštěni a Welch odešel, takže kapela zůstala bez kytaristy nebo mužského zpěváka. Zatímco Fleetwood hledal studia v Los Angeles, narazil na americké folk-rockové duo Lindsey Buckingham a Stevie Nicks. V prosinci 1974 požádal Buckinghama, aby se k Fleetwood Mac připojil, přičemž Buckingham souhlasil s podmínkou, že se může připojit také Nicks.
Přibrání Buckinghama a Nickse dalo skupině více poprockový zvuk a jejich album Fleetwood Mac z roku 1975 dosáhlo ve Spojených státech č. 1. Rumors (1977) vydalo čtyři americké Top 10 singly a zůstalo na prvním místě v americkém žebříčku alb po dobu 31 týdnů. Dostalo se také na první místo v zemích po celém světě a získalo cenu Grammy za album roku 1978. Rumors se celosvětově prodalo více než 40 milionů kopií, což z něj dělá jedno z nejprodávanějších alb v historii. Ačkoli každý člen kapely prošel během nahrávání alba rozchodem (John a Christine McVie, Buckingham a Nicks a Fleetwood a jeho manželka Jenny Boyd), pokračovali ve společném skládání a nahrávání.
Sestava zůstala stabilní po tři další studiová alba, ale koncem 80. let se začala rozpadat. Po Buckinghamově odchodu v roce 1987 ho nahradili Billy Burnette a Rick Vito, i když Vito odešel v roce 1991 spolu se Stevie Nicks. Jednorázové představení z roku 1993 k první inauguraci prezidenta Billa Clintona znovu spojilo klasickou sestavu z let 1974–1987 poprvé po šesti letech. K úplnému shledání došlo o čtyři roky později a Fleetwood Mac vydali své čtvrté album číslo jedna v USA, The Dance (1997), živé album k 20. výročí Rumours a 30. výročí založení kapely. Christine McVie odešla v roce 1998 a skupina pokračovala jako čtyřčlenná. V roce 2003 vydali své nejnovější studiové album, Say You Will. Christine McVie se vrátila v roce 2014. V roce 2018 byl vyhozen Buckingham a nahrazen Mike Campbellem, dříve Tom Petty and the Heartbreakers a Neilem Finnem ze Split Enz a Crowded House. Christine McVie v roce 2022 zemřela a vyvstala otázka o budoucnosti kapely.
Fleetwood Mac prodali po celém světě více než 120 milionů desek, což z nich dělá jednu z nejprodávanějších kapel na světě. V roce 1979 byla skupina poctěna hvězdou na hollywoodském chodníku slávy. V roce 1998 byla kapela uvedena do Rock and Roll Hall of Fame a obdržela Brit Award za mimořádný přínos hudbě. V roce 2018 kapela obdržela cenu MusiCares Person of the Year od The Recording Academy jako uznání jejich uměleckého úspěchu v hudebním průmyslu a oddanosti filantropii.

## Historie

### 1967–1970: Vznik a začátky

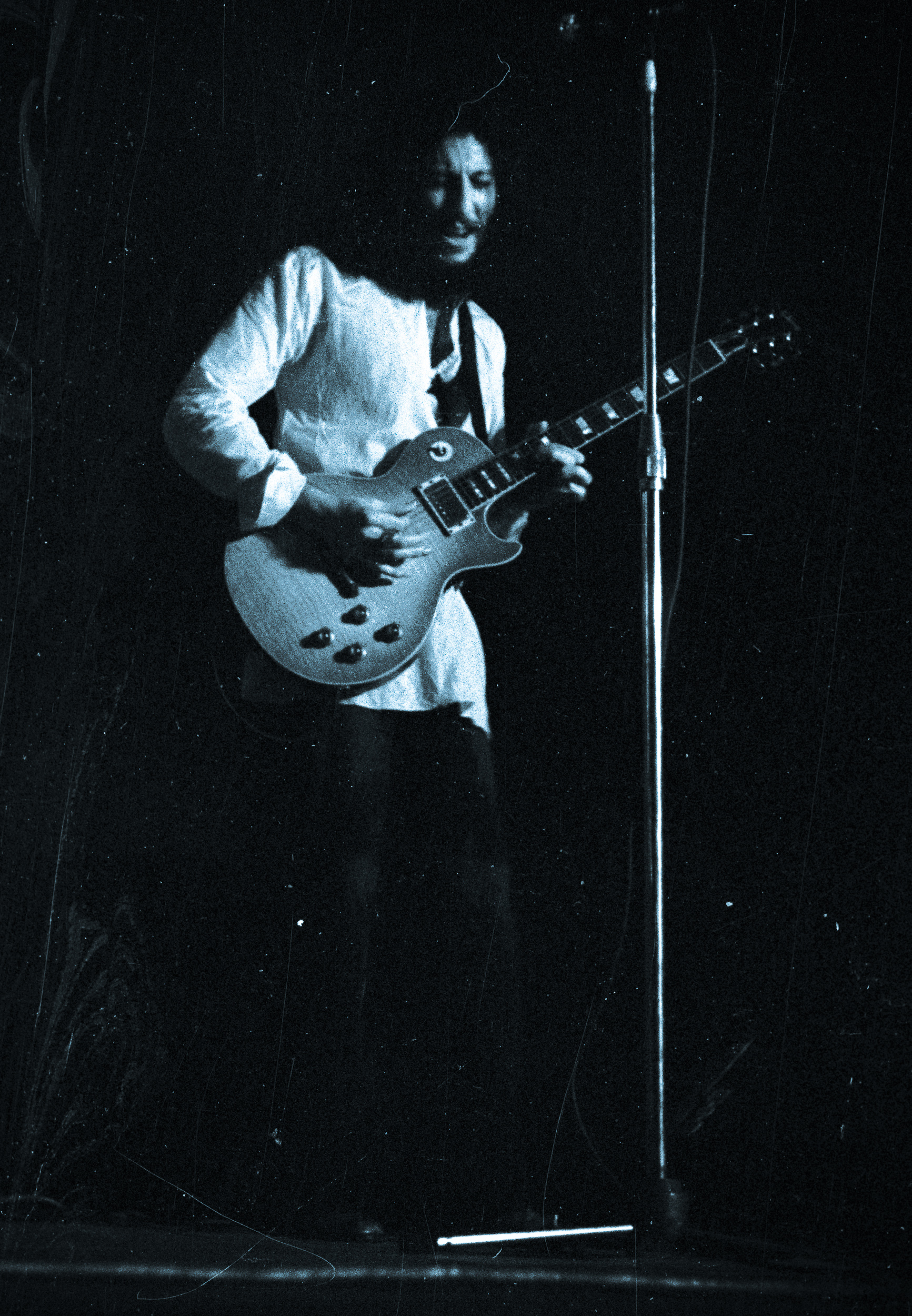
Peter Green, 18. března 1970

Fleetwood Mac byli založeni v červenci 1967 v Londýně v Anglii Peterem Greenem poté, co opustil britskou bluesovou skupinu John Mayall & the Bluesbreakers. Green předtím v Bluesbreakers nahradil kytaristu Erica Claptona a získal uznání kritiky za práci na jejich albu A Hard Road. Green hrál ve dvou kapelách s Mickem Fleetwoodem, Peter B's Looners a následující Shotgun Express (kde zpíval mladý Rod Stewart) a navrhl Fleetwooda jako náhradu za bubeníka Aynsleyho Dunbara, když Dunbar opustil Bluesbreakers a připojil se k The Jeff Beck Group. John Mayall souhlasil a Fleetwood se přidal k Bluesbreakers.

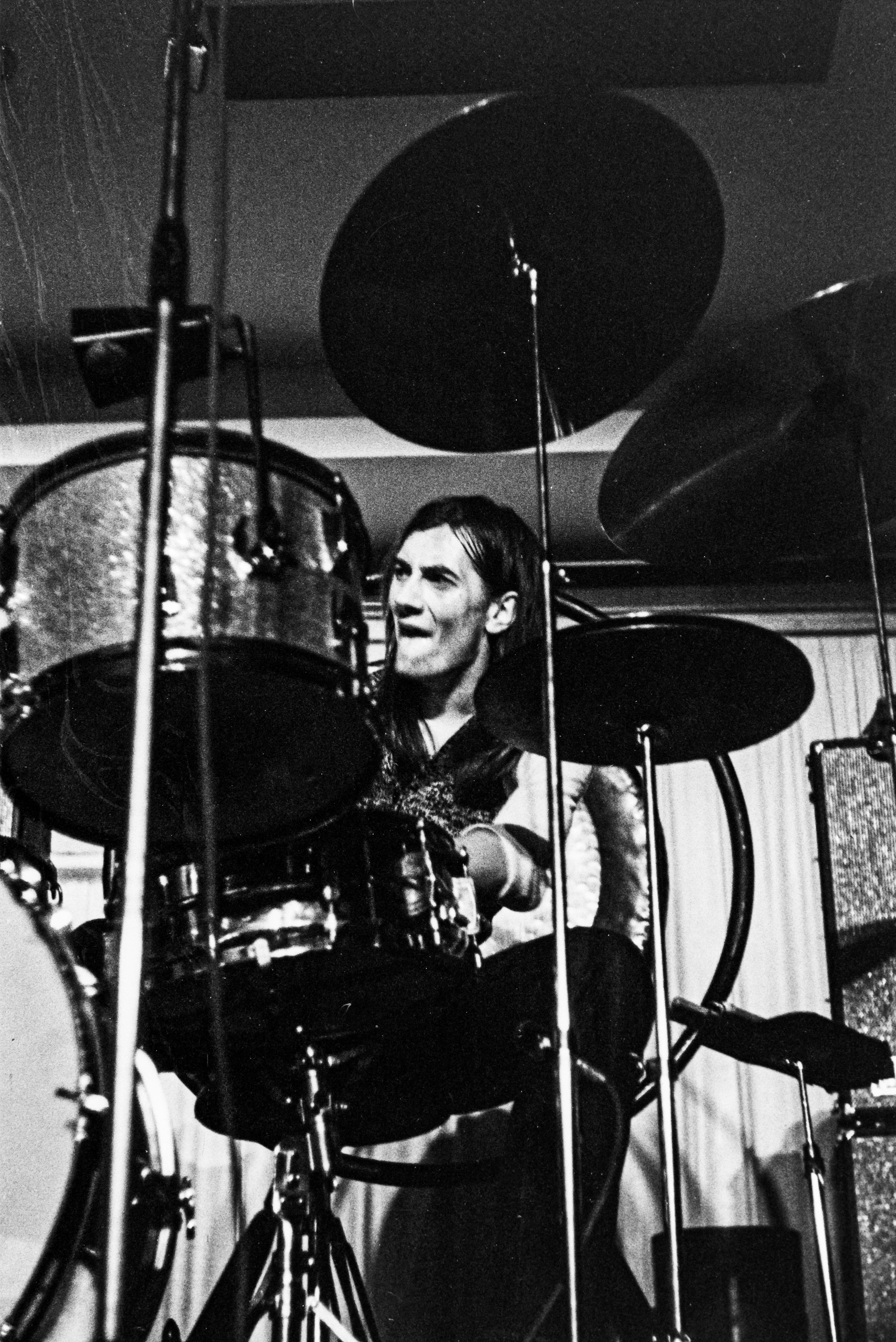
Mick Fleetwood, 18. března 1970

Bluesbreakers pak tvořili Green, Fleetwood, John McVie a Mayall. Mayall dal Greenovi zdarma jako dárek nahrávací čas, který Fleetwood, McVie a Green využili k nahrání pěti písní. Pátá píseň byla instrumentálka, kterou Green pojmenoval podle rytmické sekce, „Fleetwood Mac“ („Mac“ je zkratka pro McVie).

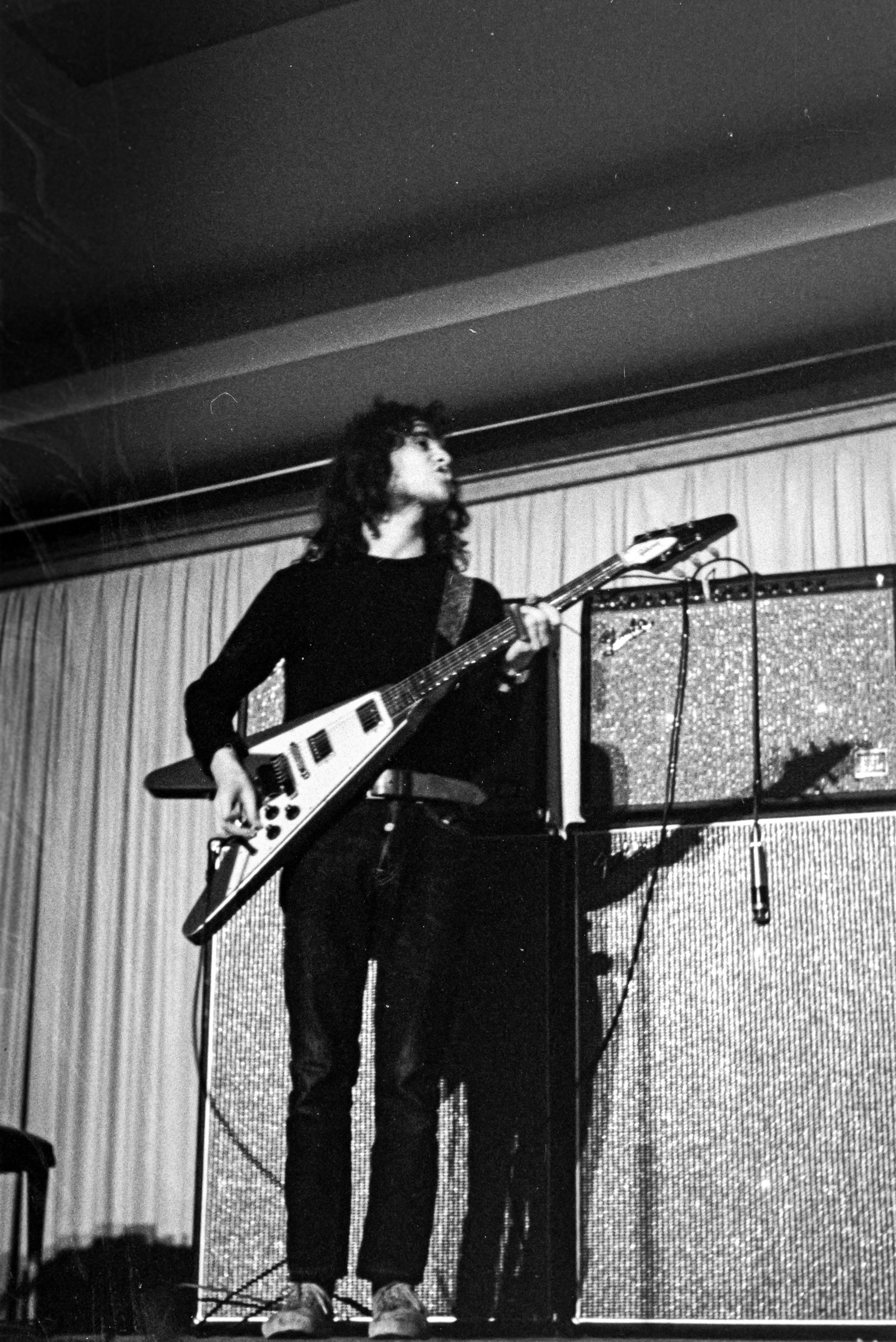
Jeremy Spencer, 18. března 1970

Brzy poté Green navrhl Fleetwoodovi, aby založili novou kapelu. Dvojice chtěla McVie na basovou kytaru a pojmenovali skupinu „Fleetwood Mac“, aby ho zlanařili, ale McVie se rozhodl udržet si stálý příjem u Mayalla, než aby riskoval s novou kapelou. Mezitím se Green a Fleetwood spojili se slide kytaristou Jeremym Spencerem a baskytaristou Bobem Brunningem. Brunning byl v kapele s tím, že odejde, pokud bude McVie souhlasit a připojí se. Skupina debutovala v neděli 13. srpna 1967 na Windsorském jazzovém a bluesovém festivalu (později známém jako Reading Festival), označovaném jako "Peter Green's Fleetwood Mac featuring Jeremy Spencer". Brunning s Fleetwood Mac odehrál jen pár koncertů. Během několika týdnů od jejich prvního vystoupení souhlasil John McVie s připojením se ke kapele jako stálý baskytarista.

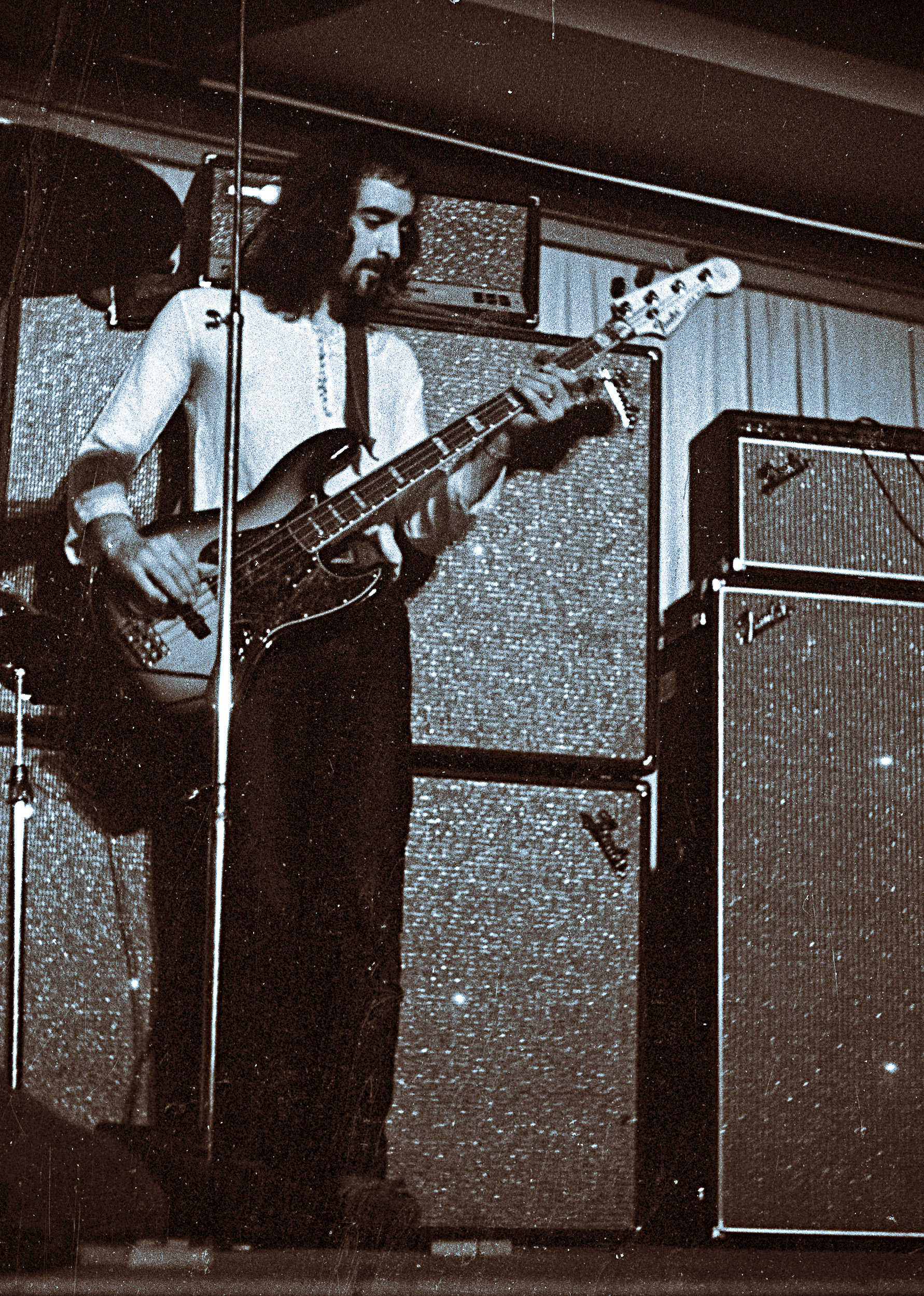
John McVie, 18 March 1970

Debutové eponymní album Fleetwood Mac vyšlo u vydavatelství Blue Horizon v únoru 1968. Píseň „Long Grey Mare“ byla nahrána dříve s Brunningem na baskytaru, zatímco zbytek alba byl nahrán s McViem. Album bylo ve Velké Británii úspěšné a dostalo 4. místo, ačkoli žádné skladby nebyly vydány jako singly. Později v průběhu roku byly vydány singly „Black Magic Woman“ (později velký hit, když ji převzal Santana) a „Need Your Love So Bad“, oba se ve Velké Británii dostaly mezi čtyřicet nejlepších.
Druhé studiové album Mr. Wonderful bylo vydáno v srpnu 1968. Album bylo nahráno živě ve studiu s mikrofonovanými zesilovači a PA systémem, místo aby bylo zapojeno do linky. Session zahrnovala žesťovou sekci a také přítelkyni kapely, Christine Perfect ze skupiny Chicken Shack na klávesy Později toho roku Chicken Shack zaznamenali britský hit s coverem klasiky Etty James „I'd Rather Go Blind“, kde Christine Perfect zpívala hlavní vokály. Perfect byla také dvakrát zvolena umělkyní roku v Anglii.
Krátce po vydání Mr. Wonderful se Fleetwood Mac stali pětičlennou skupinou, protože k nim přibyl tehdy 18letý kytarista Danny Kirwan. Hrál v jiholondýnském bluesovém triu Boilerhouse, složeném z Kirwana (kytara), Trevora Stevense (baskytara) a Davea Terreyho (bicí). Green a Fleetwood sledovali, jak Boilerhouse zkoušejí v kotelně v suterénu, a Green byl tak ohromen, že pozval kapelu, aby pro Fleetwood Mac dělali předskokany. Green chtěl, aby se z Boilerhouse stala profesionální kapela, ale Stevens a Terrey nebyli připraveni stát se profesionály, a tak se Green pokusil najít pro Kirwana jinou rytmickou sekci umístěním inzerát do Melody Maker. Přihlásilo se přes 300 uchazečů, ale když Green a Fleetwood uspořádali konkurzy v Nag's Head v Battersea (domov klubu Mike Vernon Blue Horizon Club), nedokázal Green najít nikoho dost dobrého. Fleetwood tak pozval Kirwana, aby se připojil k Fleetwood Mac jako třetí kytarista.

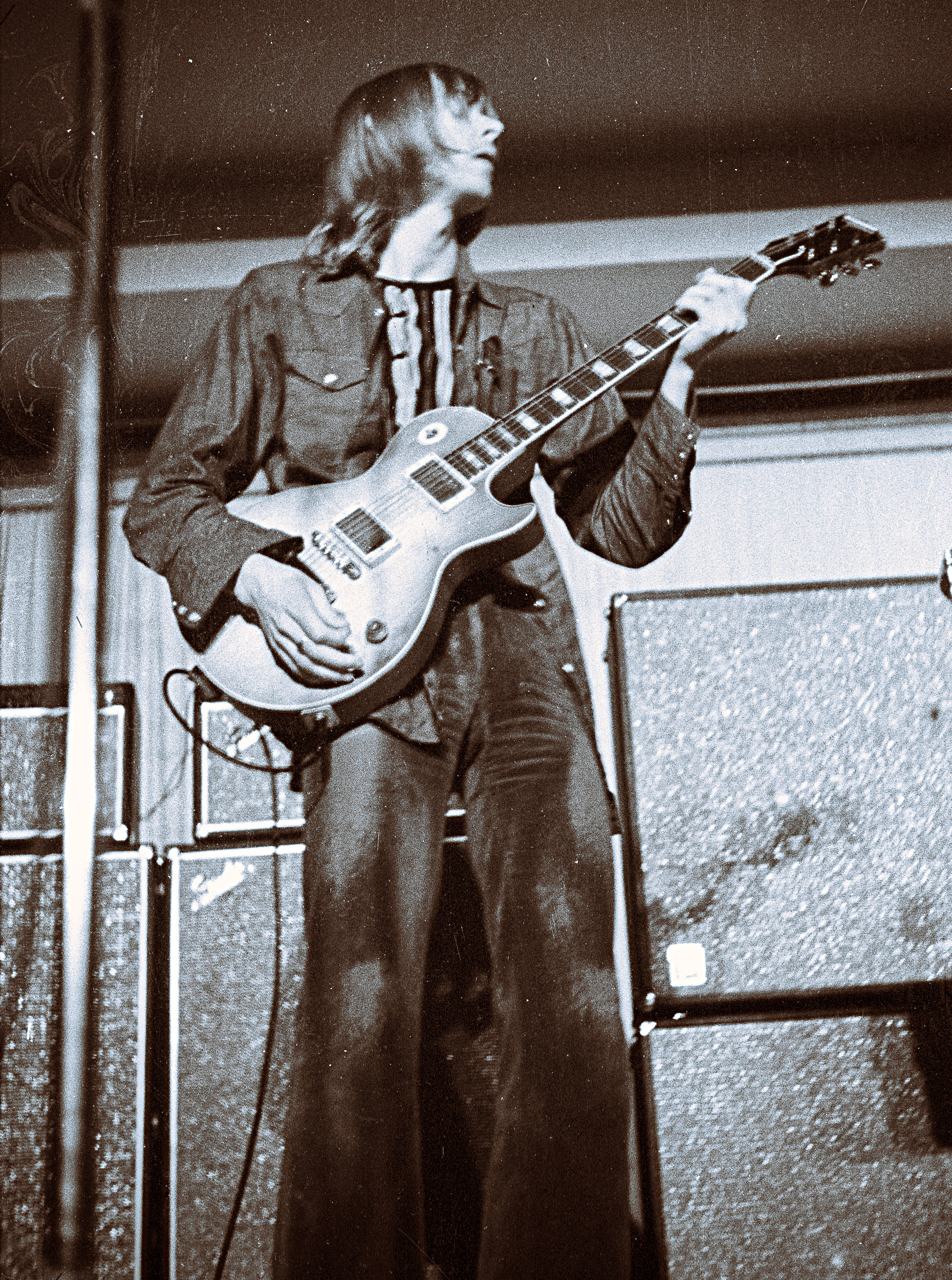
Danny Kirwan, 18. března 1970

Green byl frustrovaný, že Jeremy Spencer nepřispívá k jeho písním. Kirwan, talentovaný kytarista samouk, měl charakteristické vibrato a jedinečný styl, který dodal zvuku kapely nový rozměr. V listopadu 1968, s Kirwanem ve skupině, vydali svůj první singl číslo jedna v Evropě, „Albatross“, instrumentálku s kytarou od Greena a Kirwana. Green později řekl, že úspěch skladby "Albatross" byl díky Kirwanovi. „Kdyby nebylo Dannyho, nikdy bych neměl hit číslo jedna.“ V lednu 1969 vydali své první kompilační album English Rose, které obsahovalo polovinu alba Mr. Wonderful plus nové písně od Kirwana. Jejich další a úspěšnější kompilační album The Pious Bird of Good Omen vyšlo v srpnu a obsahovalo různé singly, B-sidy a skladby, které skupina nahrála jako zálohu pro Eddieho Boyda.
Na turné po USA v lednu 1969 kapela nahrála Fleetwood Mac in Chicago (vydáno v prosinci jako dvojalbum) v Chess Records Studio s některými bluesovými legendami Chicaga, včetně Willieho Dixona, Buddy Guya a Otise Spanna. Jednalo se o poslední celobluesové nahrávky Fleetwood Mac, přičemž kapela směřovala spíše k rocku. Spolu se změnou stylu procházela kapela i změnami labelu. Do té doby byli u labelu Blue Horizon, ale s Kirwanem v kapele se hudební možnosti staly příliš rozmanitými pro label orientovaný pouze na blues. Kapela podepsala smlouvu s Immediate Records a vydala singl „Man of the World“, který se stal dalším britským a evropským hitem. Pro B-stranu Spencer zastupoval Fleetwood Mac skladbou "Earl Vince and the Valiants" a nahrál "Somebody's Gonna Get Their Head Kicked In Tonite", což je typická bouřlivější rock'n'rollová stránka kapely. Immediate Records však bylo ve špatném stavu, takže skupina hledala nový obchod. Beatles chtěli kapelu pro Apple Records (Mick Fleetwood a George Harrison byli švagři), ale manažer kapely Clifford Davis se rozhodl jít k Warner Bros. Records (prostřednictvím Reprise Records, labelu založeného Frankem Sinatrou), u kterého od té doby zůstali.
Pod křídly Reprise vydali Fleetwood Mac v září 1969 své třetí studiové album Then Play On. Ačkoli počáteční vydání amerického vydání tohoto alba bylo stejné jako britská verze, bylo pozměněno tak, aby obsahovalo píseň „Oh Well“, která se důsledně objevovala na živých vystoupeních od doby svého vydání do roku 1997 a znovu od roku 2009. Then Play On, díky kterému kapela rozšířila svůj styl od čistého blues, napsali Kirwan a Green a jednu skladbu od Fleetwooda a McVie. Jeremy Spencer mezitím nahrál sólové album rokenrolových písní ve stylu 50. let, podporované zbytkem kapely kromě Greena.
V roce 1969 bral Green LSD. Během evropského turné ke konci toho roku zažil špatný trip v hippie komuně u Mnichova. Clifford Davis, manažer kapely, označil tento incident za zásadní bod v Greenově mentálním úpadku. Řekl: "Pravda o Peteru Greenovi a o tom, jak skončil a jak dopadl, je velmi jednoduchá. Koncem roku 1969 jsme byli na turné po Evropě. Když jsme byli v Německu, Peter mi řekl, že byl pozván na večírek. Věděl jsem, že tam bude všude kolem hodně drog a navrhl jsem, aby nešel. Ale on stejně šel a chápu ho, že si vzal to, co se ukázalo jako velmi špatné, nečisté LSD. Už nikdy nebyl jako dřív.“ Německý autor a filmař Rainer Langhans ve své autobiografii uvedl, že on a jeho tehdejší přítelkyně, modelka Uschi Obermaier, se setkali s Greenem v Mnichově a pozvali ho do své Highfisch-Kommune, kde byly nápoje obohaceny "papírem". Langhans a Obermaier plánovali uspořádat open-air "Bavorský Woodstock", na kterém chtěli, aby hlavními tahouny byli Jimi Hendrix a The Rolling Stones. Už byli v kontaktu s Hendrixem (se kterým měla Obermaierová na začátku roku krátký románek) a doufali, že jim Green pomůže dostat se do kontaktu s The Rolling Stones.
Greenova poslední studiová nahrávka s Fleetwood Mac byla skladba „The Green Manalishi (With Two Prong Crown)“ a její B-strana „World in Harmony“. Skladby byly nahrány ve studiích Warner-Reprise v Hollywoodu na třetím americkém turné kapely v dubnu 1970, několik týdnů předtím, než Green skupinu opustil. Následující měsíc vyšla jako singl a ve Velké Británii se dostala na 10. místo. Před studiovou nahrávkou kapela hrála píseň živě na Boston Tea Party v únoru 1970. Některé nahrávky ze tří koncertů Boston Tea Party (5/6/7. února 1970) byly nakonec vydány v 80. letech jako Live in Boston. Kompletnější remasterovaná třísvazková kompilace těchto vystoupení byla vydána Snapper Music na konci 90. let. "Green Manalishi" byla vydána, když se zhoršila Greenova mentální stabilita. Chtěl, aby kapela dala všechny své peníze na charitu, ale ostatní členové kapely nesouhlasili. V roce 1978 Judas Priest nahráli coververzi „Green Manalishi“ pro jejich album Hell Bent for Leather, přičemž živá verze se objevila na jejich albu Unleashed in the East následující rok.
V dubnu 1970 se Green rozhodl kapelu opustit po dokončení jejich evropského turné. Jeho poslední vystoupení s Fleetwood Mac proběhlo 20. května 1970. Během této show kapela překročila svůj vyhrazený čas a byl vypnut proud, ačkoli Mick Fleetwood dál bubnoval.

### 1970–1974: Přechodné období
V květnu 1970 Peter Green opustil Fleetwood Mac kvůli psychickým problémům a drogám. Skončil na psychiatrii. Mezitím se ve Fleetwood Mac objevila první žena – Christine McVie, manželka Johna McVie. Během první poloviny 70. let se však ve skupině vystřídalo hned několik kytaristů a zvuk blues se postupně vytrácel. Z anglické bluesové kapely se stala soft-rocková americká skupina především kvůli novým kytaristům a zpěvákům z Kalifornie (Bob Welch a Bob Weston). Během této doby vydali hned několik alb, kde byly například klasiky Sentimental Lady či Spare Me A Little Of Your Love. Poslední album v této éře bylo Heroes Are Hard To Find (1974), pro které napsali všechny písně Christine McVie a Bob Welch. I to bylo úspěšné. Jako blesk z čistého nebe se z vnějšího pohledu proto stal odchod hitmakera kapely Boba Welche.

### 1975–1980: Nová sestava, největší úspěchy
Na konci roku 1974 trojice Mick Fleetwood, John McVie a Christine McVie hledala dalšího nového kytaristu. Historie rock'n'rollu se tak začala psát na Silvestra roku 1974, kdy Mick Fleetwood zavolal Lindseymu Buckinghamovi. Ten přijal pozvání do kapely pod jednou podmínkou, že přijmou i jeho dlouholetou životní i hudební partnerku zpěvačku a skladatelku Stevie Nicks. Stalo se. Skupina Fleetwood Mac v nové pětičlenné sestavě, kterou tvořily dvě zpěvačky a skladatelky, zkoušela, nahrála nové album Fleetwood Mac a vydala se na turné. Z chudé dvojice Stevie Nicks a Lindsey Buckingham se za pár měsíců stali milionáři. Nové album bylo v USA velice úspěšné. Za zmínku stojí hity Rhiannon, Landslide, které nazpívala Stevie Nicks, nebo I'm so Afraid od Lindseyho Buckinghama či Say You Love Me od Christine McVie.
Začátek velkého úspěchu kapely byl ale spjat se začátkem osobních problémů všech členů kapely. Manželství Christine a Johna McVie se rozpadalo, dlouholeté partnerství Stevie Nicks a Lindseyho Buckinghama taktéž, a aby toho nebylo málo, se svou ženou se rozváděl i bubeník Mick Fleetwood. Mezi tím však vznikalo druhé ještě úspěšnější album Rumours, které vyšlo v roce 1977. Toto album patří mezi 10 nejprodávanějších alb všech dob. V roce 1977 nebylo v rádiích v USA slyšet nic jiného než písničky Dreams, Go Your Own Way, Don't Stop, Gold Dust Woman nebo You Make Loving Fun. Texty těchto písní jsou vesměs o rozpadání vztahů členů kapely. Píseň Go Your Own Way je vzkaz Lindseyho pro Stevie, Dreams je zase rozloučení Stevie s Lindseym. Po tomto albu následovalo celosvětové turné. V roce 1978 získali Fleetwood Mac cenu Grammy za album roku.
Přes osobní problémy, všudypřítomný alkohol a kokain nikdo nechtěl z kapely odejít. Ve studiu a na pódiu všichni hodili své osobní problémy za hlavu. V roce 1979 vydávají další nové album Tusk. Byl to experiment, pod který se může podepsat především Lindsey Buckingham. Byla to úplně jiná hudba než klasické rockové Rumours. Nové album nebylo tolik úspěšné. Následovalo však opět dvouleté celosvětové turné, které úspěšné rozhodně bylo. Z nových písniček na albu Tusk lze zmínit stejnojmennou Tusk nebo Sara, které se dostaly do pozdějších výběrů Best Of.

### 1981–1985: Sólové aktivity členů skupiny
Na začátku 80. let po skončení velkolepého turné k albu Tusk se členové kapely rozešli pracovat na sólo projektech. Většina členů vydala svá první sólová alba. Opravdu úspěšná však byla pouze Stevie Nicks, která se svým albem Bella Donna a hitem Edge of Seventeen bořila hitparády. V roce 1982 se však na dlouho naposledy ještě sešli k natočení dalšího alba – Mirage. To však bylo jen průměrné. Přineslo však nové popové melodie, známá je například písnička Gypsy. Následovalo skromnější americké turné.
80. léta jsou však ve znamení aktivních sólových prací jednotlivých členů skupiny. Stevie Nicks vydala v roce 1983 další album The Wild Heart s dalšími hity jako Stand Back nebo Beauty and the Beast. Christine McVie a Lindsey Buckingham také vydávali sólová alba, ale nepodařilo se jim tolik prorazit. Na sklonku roku 1985 vydává Stevie Nicks své třetí album, Rock a Little, které už však tolik úspěšné nebylo. Během jejího turné v roce 1986 se už však spekulovalo o možném návratu Fleetwood Mac.

### 1986–1990: Rozpad skupiny
V roce 1987 vychází po pěti letech nové album Fleetwood Mac, Tango in the Night. Image skupiny se změnila od základů. Toto nové album obsahuje výrazné popové melodie, které prorazily především v Evropě. Za zmínku stojí písničky od Christine McVie jako Everywhere nebo Little Lies. Nicméně mezi kytaristou Lindseym Buckinghamem a ostatními členy skupiny to neklapalo, a tak kytarista těsně před objednaným turné ze skupiny odchází. Skupina narychlo sehnala dva nové kytaristy a zpěváky Billyho Burnette a Ricka Vito. S nimi pak vyrazili na turné po USA na podzim 1987 a po Evropě v létě 1988. Přes absenci Lindseyho Buckinghama bylo pravděpodobně díky úspěchu alba Tango in the Night turné vcelku úspěšné. V roce 1988 vydávají Fleetwood Mac svojí první desku Greatest Hits a také koncertní live video točené v San Franciscu v prosinci 1987.
V roce 1989 vydává Stevie Nicks své čtvrté album. V témže roce absolvovala sólové turné, v kterém jako jejím jediném sólovém se objevila také některá evropská města.
V roce 1990 se v nové šestičlenné sestavě scházejí Fleetwood Mac k natočení nového alba. Vychází album Behind The Mask, které se však nesetkalo s velkým úspěchem. Přesto skupina vyráží na velké celosvětové turné. Ke konci turné však oznamuje Stevie Nicks, že ze skupiny odchází kvůli neshodám s Mickem Fleetwoodem, a také druhá zpěvačka Christine McVie, která už měla koncertování dost. Vypadalo to, že je s Fleetwood Mac konec.

### 1991–1995: Ticho před bouří
V roce 1991 vydala Stevie Nicks své první Best Of. Stevie Nicks však byla od roku 1986 závislá na Rivotrilu, který jí předepsal psychiatr krátce poté, co vyšla z kliniky Betty Ford, kde se úspěšně vyléčila ze závislosti na kokainu. Rivotril však způsobil, že přestala skládat nové písničky a na koncertech se chovala apaticky. Léky také způsobily, že přibrala na váze a po roce 1991 se prakticky přestala na veřejnosti ukazovat. Fleetwood Mac vydali v roce 1992 velký Box Set největších hitů. Významní členové však odmítali návrat na scénu. V lednu 1993 se však pětice sešla na inauguraci nového prezidenta USA Billa Clintona, který si přál, aby na tomto plese zahráli a zazpívali jeho oblíbenou píseň Don't Stop ze slavného alba Rumours z roku 1977. Zde ale opět všichni potvrdili, že se žádný comeback nekoná.
V roce 1993 natáčí Stevie Nicks ještě stále během své závislosti na Rivotrilu další album, Street Angel. To vychází v roce 1994 a stalo se nejméně úspěšným v její sólové kariéře. Stevie Nicks se obrátila na kliniku Betty Ford, kde strávila několik týdnů na odvykací kúře, kde, jak tvrdí, nebylo daleko k její smrti. Odvykání Rivotrilu bylo prý mnohem horší než kokainu. Vyléčila se. Vydala se na turné, které bylo velice úspěšné. Nicméně ona sama moc šťastná zejména kvůli své nadváze nebyla. Jak v jednom z interview Stevie říkala: „Je mi líto, že se z vašeho rock 'n' rollového sexsymbolu 70. let se stala malá tlustá holka.“
Mezitím v letech 1994–1995 probíhalo turné skupiny Fleetwood Mac. Na něm se objevili z nejúspěšnější pětice jen Mick Fleetwood a John McVie, dále zde byl Billy Burnette, který se v roce 1990 podílel na albu Behind The Mask. Oba si po odchodu Ricka Vito, Stevie Nicks a Christine McVie přizvali dva nové zpěváky Dave Masona a Bekku Bramlett. Turné sice bylo velké, ale vůbec ne úspěšné. V roce 1995 vydané album Time bylo propadák, i když se na něm podílela Christine McVie. Ta se už turné odmítla účastnit.

### 1996–2000: Comeback
V polovině 90. let pracoval Lindsey Buckingham na svém dalším sólovém albu. Pozval si pro výpomoc na několik skladeb Micka Fleetwooda. Ti poté přizvali Johna McVie. Kvůli dalším vokálům je napadlo kontaktovat Christine McVie. Ve studiu jim to šlo moc dobře, a tak zavolali Stevie Nicks. Neuvěřitelné se stalo skutečností a v roce 1997 natáčejí live koncert, který byl vydán jako nové album The Dance. Následovalo velice úspěšné turné po USA. V roce 1998 byla skupina Fleetwood Mac uvedena do Rock'n'rollové síně slávy. Christine McVie však tehdy oznámila, že se stahuje do ústraní, že sdělila světu, co chtěla. Od té doby spokojeně žila doma na anglickém venkově. Byl to další signál, že se s Fleetwood Mac už nikdy nesetkáme.
Stevie Nicks vydala v roce 1998 retrospektivní album Enchanted, které obsahovalo nejen její největší sólové hity, ale také spoustu nových písní nahraných v různé době. I následující turné bylo spíše takové alternativní, nešlo vůbec o komerční úspěch, ale mezi fanoušky je toto turné velice populární.

### 2001–2010: Nová doba

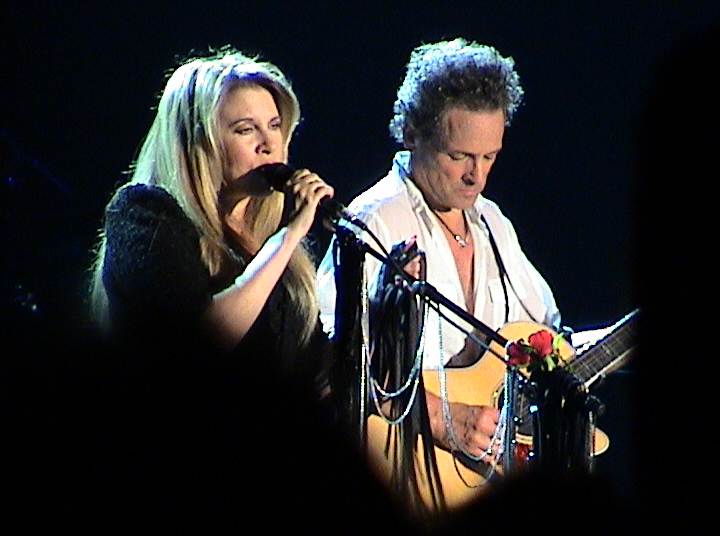
Stevie Nicks a Lindsey Buckingham na tour Say You Will, 2003

Stevie Nicks začala pracovat na novém sólovém albu. Pracovala na něm hned s několika známými osobnostmi, například s Sheryl Crow. V roce 2001 vydává po 7 letech další své nové sólové album, Trouble In Shangri-La, které se stalo jejím nejúspěšnějším po roce 1983. Následovalo turné, které však zhatily teroristické útoky 11. září. Na začátku turné byla Stevie Nicks pozvána do řady televizních pořadů, kde tvrdila, že je v plánu velké turné zahrnující i Evropu, které se ale neuskutečnilo.
Christine McVie nikdo nepřesvědčil, ale zbylá čtveřice se v roce 2002 sešla ve studiu a v této sestavě poprvé od roku 1987 natočila nové album. V roce 2003 vychází Say You Will a následuje dvouleté celosvětové turné. Natočili také koncertní video Live in Boston.
V letech 2005–2008 byla Stevie Nicks velice aktivní, co se týče koncertů v USA. Každý rok měla turné. V roce 2006 dokonce měla několik koncertů v Austrálii. V roce 2007 vydala retrospektivní album Crystal Visions. V letech 2005 a 2006 se účastnila turné s Tomem Pettym a Heartbreakers nebo s Donem Henleyem. V roce 2007 Stevie Nicks natočila koncert Live in Chicago, kde představila svoje nejúspěšnější a nejoblíbenější písničky ze své sólové kariéry i z období spolupráce s Fleetwood Mac.
Lindsey Buckingham nezůstal pozadu a vydal dvě nová sólová alba. Následovalo také jeho sólové turné.
V roce 2009 se čtveřice opět sešla. Na novém studiovém albu se nedohodla, nicméně od března do června vyrazili na turné v USA, v říjnu a listopadu v Evropě a v prosinci v Austrálii. Toto turné obsahovalo největší ryzí hity z 2. poloviny 70. let.
Následovaly spekulace o společném turné se skupinou Eagles na rok 2010, ty však nebyly potvrzeny. Na turné v roce 2009 se také mluvilo o možnosti natočení nového alba. V roce 2013 vyšlo EP nazvané jednoduše Extended Play.

### 2014–dosud: Návrat Christine McVie
Na koncertě v O2 aréně v Londýně 25. září 2013 se po dlouhé době poprvé objevila na pódiu i Christine a poté – 11. ledna 2014 – Mick Fleetwood oznámil, že se Christine McVie opět připojí k Fleetwood Mac.
V roce 2017 Christine a Lindsey vydali album duetů – Lindsey Buckingham/Christine McVie, na kterém se podílí i Mick Fleetwood a John McVie.
V listopadu 2017 kapela oznámila reedice svého alba Fleetwood z roku 1975. Reedice nabízí remasterovanou verze původního alba spolu s nevydanými songy v alternativních a live verzích. Distribuce byla celosvětově ohlášena na 19. ledna 2018.

## Diskografie
Studiová alba
- Fleetwood Mac (1968, známé i jako Peter Green's Fleetwood Mac)
- Mr. Wonderful (1968)
- Then Play On (1969)
- Kiln House (1970)
- Future Games (1971)
- Bare Trees (1972)
- Penguin (1973)
- Mystery to Me (1973)
- Heroes Are Hard to Find (1974)
- Fleetwood Mac (1975, also known as "The White Album")
- Rumours (1977)
- Tusk (1979)
- Mirage (1982)
- Tango in the Night (1987)
- Behind the Mask (1990)
- Time (1995)
- Say You Will (2003)

## Členové skupiny
- Mick Fleetwood – bicí, perkuse (1967–1995, 1997–dosud)
- John McVie – baskytara (1967–1995, 1997–dosud)
- Stevie Nicks – zpěv (1975–1991, 1997–dosud)
- Mike Campbell – sólová kytara, zpěv (2018–dosud)
- Neil Finn – zpěv, doprovodná kytara, klávesy (2018–dosud)